# Brian Houghton Hodgson
Brian Houghton Hodgson (Prestbury, 1 februari 1800 – Londen, 23 mei 1894) was een Britse etnoloog, oriëntalist en natuuronderzoeker. Hij was ambtenaar in dienst van de Britse Oost-Indische Compagnie en later resident in Kathmandu (Nepal).

## Biografie

### Studie en loopbaan als koloniaal ambtenaar
Via een huisvriend van de familie werd hij op 16-jarige leeftijd geplaatst op het Haileybury College, een opleiding van de Britse Oost-Indische Compagnie. Daar werd hij onderscheiden voor zijn prestaties op het gebied van het aanleren van talen (Bengaals) en de politieke economie. Kort daarna werd hij geplaatst in Calcutta als bestuursambtenaar en studeerde hij verder.
In 1820 werd hij assistent-resident van Nepal. In die functie had hij weinig te doen en daarom keerde hij terug naar Calcutta, waar hij een andere functie op Buitenlandse Zaken kreeg. Om gezondheidsredenen keerde hij in 1824 terug naar het berggebied in Nepal, waar hij spoedig werd benoemd tot resident. In 1839 maakte hij door middel van een verdrag een einde aan een langslepend conflict met de plaatselijke Maharadjas.

### Privéleven
In Nepal woonde Hodgson samen met een islamitische vrouw Mehrunnisha en werd de biologische vader van twee kinderen, een jongen en een meisje. Hij stuurde hen naar zijn zuster Frances (Fanny) met wie hij een uitgebreide correspondentie voerde. Fanny (geb. 1808) was getrouwd met de Nederlandse baron Petrus Cornelis Nahuys, rechter te Arnhem van 1838 tot 1865 en Commissaris des Konings in de provincie Overijssel van 1869 tot 1878. Deze kinderen zijn jong gestorven.

### Laatste jaren
In 1843 gaf Hodgson zijn carrière als koloniaal bestuursambtenaar op en keerde korte tijd terug naar Groot-Brittannië. Korte tijd later vestigde hij zich toch weer in India, in Darjeeling om daar zijn studie van de Noord-Indiase bevolkingsgroepen voort te zetten. Bij een kort bezoek in 1853 in Engeland en Nederland (waar hij zijn zus Frances bezocht), trouwde hij in de Britse ambassade in Den Haag met de Engelse Anne Scott. Na terugkeer in Darjeeling besloot het paar in 1858 zich toch in Engeland te vestigen. Tien jaar later stierf Anne. Twee jaar later trouwde hij opnieuw met Susan Townsend.
Hij stierf in zijn huis aan de Dover Street in Londen op 94-jarige leeftijd en werd begraven op het kerkhof van Alderley (Gloucestershire).

## Betekenis voor de wetenschap
In Nepal bestudeerde hij de bevolking en schreef hij meer dan 140 artikelen over hun taal, literatuur en godsdienst (het boeddhisme). Een flink deel van de Sanskriet literatuur die hij in de heuvels aan de voet van de Himalayas verzamelde werd verscheept naar de Asiatic Society of Bengal in Calcutta. Het betreft dan vooral delen die niet over plantkunde en zoölogie gaan. In 1824 wist Hodgson enkele exemplaren van de kangyur, het belangrijkste deel van de canon van het Tibetaanse boeddhisme, te verkrijgen. De inhoud van de kangyur was al begin achttiende eeuw door Ippolito Desideri op correcte wijze beschreven. Dat werk was echter vrijwel direct na het overlijden van Desideri in 1733 in de vergetelheid geraakt. Hodgson zond enkele exemplaren naar wetenschappelijke instituten in Londen en Parijs. Een derde exemplaar zond hij Sándor Kőrösi Csoma, een Hongaars oriëntalist, die op dat moment in Calcutta woonde. Csoma beheerste het Tibetaans door een driejarig verblijf in Ladakh. Hij publiceerde een eerste algemene inhoud van de teksten. Csoma wordt dan ook meestal beschouwd als de eerste Europese ontdekker ervan.
Verder maakte hij studie van de flora en fauna en verzamelde specimens van zoogdieren, die hij later schonk aan het British Museum. Hij beschreef 39 zoogdiersoorten. Een door hem verzamelde Tibetaanse antilope werd naar hem genoemd (Pantholops hodgsonii). Hij hield ook dieren in gevangenschap op die beter te bestuderen. Hij beschreef 80 vogelsoorten die anno 2012 nog als zodanig op de IOC World Bird List prijken, waaronder de zwartrugvorkstaart. Daarnaast werden zeker tien vogelsoorten naar hem vernoemd zoals bijvoorbeeld de Hodgsons boomkruiper (Certhia hodgsoni) en de Hodgsons vliegenvanger (Ficedula hodgsoni).
Zijn collectie die in 1843 en 1858 in het Brits Museum werd tentoongesteld, omvatte meer dan 10.500 specimens. Daarnaast waren er duizenden tekeningen en schetsen in kleur van in India in het wild voorkomende dieren. Deze tekeningen werden onder zijn leiding gemaakt door Indiase en Nepalese kunstenaars zoals 
Rajman Singh en Tursmoney Chitterkar. Enkele daarvan zijn in bezit van de Zoological Society of London.
Hij was corresponderend lid en/of erelid van minstens 15 wetenschappelijke genootschappen of verenigingen. Zo werd hij in 1835 lid van de Linnean Society. Nadat hij 88 manuscripten in het Sanskriet -op eigen kosten aangeschaft- had geschonken aan het Collège de France in Parijs, werd hij in 1838 onderscheiden en opgenomen in het prestigieuze Franse Legioen van Eer. In hetzelfde jaar kreeg hij ook een onderscheiding van de Société Asiatique en werd hij erelid van het beroemde Institut de France. In Frankrijk en Duitsland kreeg hij meer waardering voor zijn werk dan in zijn vaderland. Pas in 1877, met tegenzin, werd hij fellow van de Royal Society en pas toen hij 89 was geworden kreeg hij een eredoctoraat van de Universiteit van Oxford.

## Publicaties (selectie)
- Miscellaneous Essays relating to Indian Subjects. Trübner, London 1880.
- Essays on the languages, literature, and religion of Nepál and Tibet. Trübner, London 1874.
- Comparative vocabulary of the languages of the broken tribes of Népál. Calcutta 1859.
- Papers relative to the colonization, commerce, physical geography, &c. ... Calcutta 1857.
- Route of two Nepalese Embassies to Pekin with remarks on the water-shed and plateau of Tibet. Hodgson, Darjeeling 1856.
- Route from Kathmandu, the capital of Nepal, to Darjeeling in Sikim, interspersed with remarks on the people and country. Calcutta 1848.
- Essay the first. Thomas, Calcutta 1847.
- Preeminence of the vernaculars. Serampore 1847.
- Catalogue of Nipalese birds between 1824 and 1844. Calcutta 1844.
- Illustrations of the literature and religion of the Buddhists. Serampore, 1841.